# ستاره سیاه (آلبوم دیوید بویی)
ستاره سیاه (انگلیسی: Blackstar؛ سبک‌دهی‌شده به نام ★) بیست و پنجمین و آخرین آلبوم استودیویی موسیقی‌دان انگلیسی، دیوید بویی است. این آلبوم در ۸ ژانویه ۲۰۱۶، هم‌زمان با ۶۹ سالگی بویی، به صورت جهانی از طریق ناشر ISO بویی، کلمبیا رکوردز و سونی میوزیک منتشر شد. این آلبوم به‌طور مخفیانه بین د مجیک شاپ و هیومن ورلدواید در شهر نیویورک با تهیه‌کننده بیشتر آثار بویی، تونی ویسکانتی و گروهی از نوازندگان محلی جاز — متشکل از ساکسیفونیست دونی مک کاسلین، پیانیست جیسون لیندنر، بیسیست تیم لفور و درامر مارک گویلیانا ضبط شده‌است؛ نوازندهٔ گیتار، بن موندر برای جلسات پایانی ضبط به گروه پیوست. این آلبوم با ترکیبی از آرت راک و سبک‌های مختلف جاز، آزمون‌گرانه‌تر از آلبوم پیشین خود، روز بعد (۲۰۱۳) است.

## فهرست قطعه‌ها
همهٔ ترانه‌ها توسط دیوید بویی، به‌جز آنهایی که اشاره شده نوشته شده‌است.
| فهرست قطعه‌های ستاره سیاه | فهرست قطعه‌های ستاره سیاه      | فهرست قطعه‌های ستاره سیاه                             | فهرست قطعه‌های ستاره سیاه |
| شماره                    | نام                           | نویسنده(ها)                                          | مدت                      |
| ------------------------ | ----------------------------- | ---------------------------------------------------- | ------------------------ |
| ۱.                       | «ستاره سیاه»                  |                                                      | ۹:۵۷                     |
| ۲.                       | «افسوس که او یک فاحشه بود»    |                                                      | ۴:۵۲                     |
| ۳.                       | «لازاروس»                     |                                                      | ۶:۲۲                     |
| ۴.                       | «سو (یا در فصلی از جنایت)»    | موسیقی از بویی، ماریا اشنایدر، پل بیتمن و باب باهاما | ۴:۴۰                     |
| ۵.                       | «دختر عاشق من است»            |                                                      | ۴:۵۲                     |
| ۶.                       | «روزهای دلاری»                |                                                      | ۴:۴۴                     |
| ۷.                       | «نمی‌توانم همه چیز را رها کنم» |                                                      | ۵:۴۷                     |
| مجموع مدت:               | مجموع مدت:                    | مجموع مدت:                                           | ۴۱:۱۴                    |

| محتوای اضافی انتشار به‌صورت دانلودی | محتوای اضافی انتشار به‌صورت دانلودی | محتوای اضافی انتشار به‌صورت دانلودی |
| شماره                              | نام                                | مدت                                |
| ---------------------------------- | ---------------------------------- | ---------------------------------- |
| ۸.                                 | «ستاره سیاه» (ویدیو)               | ۱۰:۰۰                              |
| مجموع مدت:                         | مجموع مدت:                         | ۵۱:۱۴                              |